# 蔣係
蔣 係（しょう けい、生没年不詳）は、唐代の官僚。本貫は常州義興県。

## 経歴
蔣乂の子として生まれた。大和元年（827年）、昭応県尉に任じられ、史館に宿直した。大和2年（828年）、右拾遺に任じられ、史館修撰をつとめた。沈伝師・鄭澣・陳夷行・李漢らとともに『憲宗実録』の編纂にあたった。大和4年（830年）、書が完成して奏上すると、膳部員外郎に転じた。史官の職を兼ねたまま、工部郎中・礼部郎中・兵部郎中を歴任した。大和5年（831年）、宰相の宋申錫が罪に落とされると、蔣係は諫官の崔玄亮とともに玉階の下で泣いて諫めたため、宋申錫は一死を減刑された。開成4年（839年）、諫議大夫に転じた。武宗の朝廷で李徳裕が宰相に任用されると、李漢が憎まれた。蔣係の妻と李漢の妻が姉妹であったことから、蔣係は桂管都防禦観察使として出された。会昌6年（846年）、宣宗が即位すると、蔣係は長安に召還されて、給事中・集賢院学士・判集賢院事に任じられた。吏部侍郎に転じ、尚書左丞となった。山南西道節度使として出向した。大中11年（857年）、入朝して刑部尚書となった。まもなく検校戸部尚書・鳳翔尹に転じ、鳳翔隴右節度使をつとめた。入朝して兵部尚書となった。弟の蔣伸が宰相となると、蔣係は官の俸給を辞退した。検校尚書左僕射・襄州刺史・山南東道節度使となり、淮陽県開国公に封じられた。のちに死去した。
子の蔣曙は字を耀之といい、進士及第から鄂岳団練判官となり、虞部員外郎・工部員外郎・起居郎を歴任した。黄巣の乱を機に隠居し、道士となった。

## 伝記資料
- 『旧唐書』巻149 列伝第99
- 『新唐書』巻132 列伝第57